# Rue Françoise-Dolto
La rue Françoise-Dolto est une voie du 13e arrondissement de Paris, en France.

## Situation et accès
La rue Françoise-Dolto, située dans le 13e arrondissement de Paris, débute au 45, quai Panhard-et-Levassor et se termine au 72, avenue de France.  Elle est desservie par la ligne de métro 14 à la station Bibliothèque François-Mitterrand, ainsi que par la ligne C du RER (gare de la Bibliothèque François-Mitterrand) et par la ligne de tramway T3a (station Avenue de France).

## Origine du nom
Elle porte le nom de la pédiatre et psychanalyste française Françoise Dolto (1908-1988).

## Historique
Cette voie est créée dans le cadre de l'aménagement de la ZAC Paris-Rive-Gauche sous le nom provisoire de « voie EL/13 », et prend sa dénomination actuelle le 10 mars 2003. 
Par arrêté municipal en date du 24 juillet 2006, elle est ouverte à la circulation publique entre l'avenue de France et la rue Marie-Andrée-Lagroua-Weill-Hallé.